# SCR 0640-0552
SCR 0640-0552 is een rode dwerg met een spectraalklasse van M2.V. De ster bevindt zich 38,5 lichtjaar van de zon.